# I Recall a Gypsy Woman
I Recall a Gypsy Woman  (Mi ricordo di una zingara) è una canzone interpretata per la prima volta dal cantautore americano Don Williams.
Scritta da Bob McDill e Allen Reynolds, era il lato B del singolo Atta Way to Go del 1973, che raggiunse la 13ª posizione della classifica Hot Country Songs degli Stati Uniti. Riproposta nel 1976, raggiunse la 13ª posizione della Official Singles Chart.
È un brano dalla melodia dolce e accattivante, molto popolare negli Stati Uniti. Ha avuto numerose cover di altri cantanti, tra cui Tommy Cash, Waylon Jennings, B.J. Thomas, Hank Thompson e Mike Evans.